# Bitva na Vorskle
Bitva na Vorskle (litevsky Vorsklos mūšis) byl ozbrojený střet mezi Tatary Zlaté Hordy a křižáckou armádou pod velením litevského velkoknížete Vytautase. Odehrál se 12. srpna 1399 při řece Vorskla na území dnešní Ukrajiny. Skončil jasným vítězstvím Zlaté hordy. Ta měla značnou početní převahu, když nasadila do boje 90 tisíc bojovníků, jimž čelilo asi 38 tisíc křižáků, z nichž většina padla. Tatarské armádě velel chán Zlaté hordy Tímúr Kutluk a emír Bílé hordy Edigu. Na straně křesťanů bojoval i bývalý chán Zlaté hordy Tochtamiš, který se dostal do konfliktu s Tamerlánem, a po porážce od něj na řece Těrek (14. dubna 1395) uprchl do Litvy, odkud se s pomocí knížete Vytautase snažil obnovit svou moc, výměnou za to, že se jím vedená Zlatá horda zřekne všech ukrajinských území. Tochtamiš patřil k málo velitelům na litevské straně, kteří bitvu přežili, jinak padl polocký kníže a Algirdasův syn Andrej, brjanský kníže a další z Algirdasových synů Dmitrijus, krakovský vojvoda Spytko II., moldavský kníže Štěpán I. a dva jeho bratři i několik německých rytířů. Bitva změnila zásadním způsobem mocenské poměry ve východní Evropě.

## Předehra
Dobýt na úkor Tatarů ukrajinská území byl dlouhodobý Vytautasův cíl. Shromáždil velkou armádu, která zahrnovala Litevce, Ukrajince, Poláky, Moldavany a Valachy. Aby získal podporu od Řádu německých rytířů, odevzdal Řádu Žmuď. Vytautasův zeť a velkokníže moskevský Vasilij I., formálně tatarský vazal, do koalice odmítl vstoupit. Vytautasem vedené síly uskutečnily tři vojenské výpravy na tatarská území – v letech 1397, 1398 a 1399. První dosáhla Černého moře a Krymu. Vytautas vzal do zajetí, bez velkého odporu, několik tisíc Tatarů. Polovina těchto zajatců byla usazena poblíž Trakai a bylo jim uděleno právo praktikovat svou víru. Komunity jejich potomků, Lipkové a Karaité, žijí v Polsku a Litvě dodnes.

## Bitva

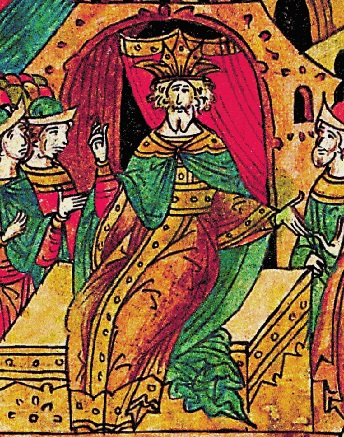
Tochtamiš válku do značné míry inicioval, z klíčové bitvy ale prchl

V roce 1398 se Vytautasova armáda přesunula od řeky Dněpru a zaútočila na severní Krym a došla až k řece Don. Aby upevnil svou pozici, postavil Vytautas hrad u ústí Dněpru. Oslněný svými úspěchy, vyhlásil Vytautas „křížovou výpravu proti Tatarům“ a v květnu 1399 obdržel požehnání od papeže Bonifáce IX. Papežské požehnání pro křížovou výpravu bylo důležitým politickým úspěchem pro Litvu, tedy zemi, která konvertovala ke křesťanství teprve v roce 1387 a sama byla cílem stoleté křížové výpravy.
V roce 1399 se Vytautasova křižácká armáda přesunula k Dněpru. 5. srpna se setkala s Tatary u řeky Vorskla severně od Poltavy (téměř na stejném místě proběhla roku 1709 bitva u Poltavy). Jakmile se obě armády setkaly, Tímúr Kutluk navrhl třídenní příměří, aby obě strany mohly připravit své síly. Byl to trik, jak získat čas, aby stihly dorazit posily pod vedením Edigua. Vytautas postavil velkou vozovou pevnost a hodlal zničit tatarské jezdce pomocí děl. Vytautasova armáda byla dobře vybavena, byť početně slabší, a zdálo se, že taktika vychází. Tímúr Kutluk předstíral ústup (osvědčená tatarská taktika) a Vytautas opustil svou vozovou pevnost, aby ho pronásledoval. Jakmile byly litevské síly dostatečně daleko od vozové pevnosti, Ediguovy jednotky vpadly křižákům do zad a obklíčily je. V tomto okamžiku Tochtamiš usoudil, že bitva je ztracena, a uprchl z bitvy i se svými muži, čímž si zachránil život. Tataři pak pomocí dělostřelectva zničili litevskou jízdu a současně dobyli litevskou vozovou pevnost.

## Následky
Vytautas sotva vyvázl živý, ale mnoho knížat jeho rodu a spojenců v bitvě zemřelo. Odhaduje se, že pod Vytautasovými prapory bojovalo asi 50 knížat, z nichž asi 20 padlo. Vítězní Tataři oblehli Kyjev, který unikl zničení zaplacením výkupného. Tataři ale drancovali na mnoha jiných místech až k Lucku při pronásledování Tochtamiše, který strávil dalších sedm nebo osm let v úkrytu a byl zavražděn v roce 1407 nebo 1408. Vytautasova porážka u Vorskla účinně zablokovala litevskou expanzi na jižní Rus. Jeho stát také ztratil přístup k Černému moři, když Tataři znovu dobyli jižní step až k hranicím Moldávie. Po bitvě se smolenský a brjanský kníže Jurij vzbouřil proti Litvě a Smolensk byl pro Litevce ztracen na pět let. Veliky Novgorod a Pskov se také vzbouřily proti litevské nadvládě a vtáhly Vytautase do války s Moskevským velkoknížectvím. Vytautas byl nucen opustit své plány na zrušení Krewské unie s Poláky a naopak byl nucen se se svým bratrancem a polským králem Jogailou dohodnout na utužení polsko-litevské unie (vilniusko-radomský pakt), aby se stát ubránil Moskvanům. Vytautas se také rozhodl vypořádat s Řádem německých rytířů, jehož případná výpomocná síla v boji s nekřesťany se ukázala bezvýznamnou. Právě v boji s německými rytíři v bitvě u Grunwaldu (1410) pak Vytautas okopíroval taktiku předstíranému ústupu, která ho zničila u Vorskly. Uspěl, Řád rozdrtil a navždy ho vymazal z dějin východní Evropy.